# 구관조

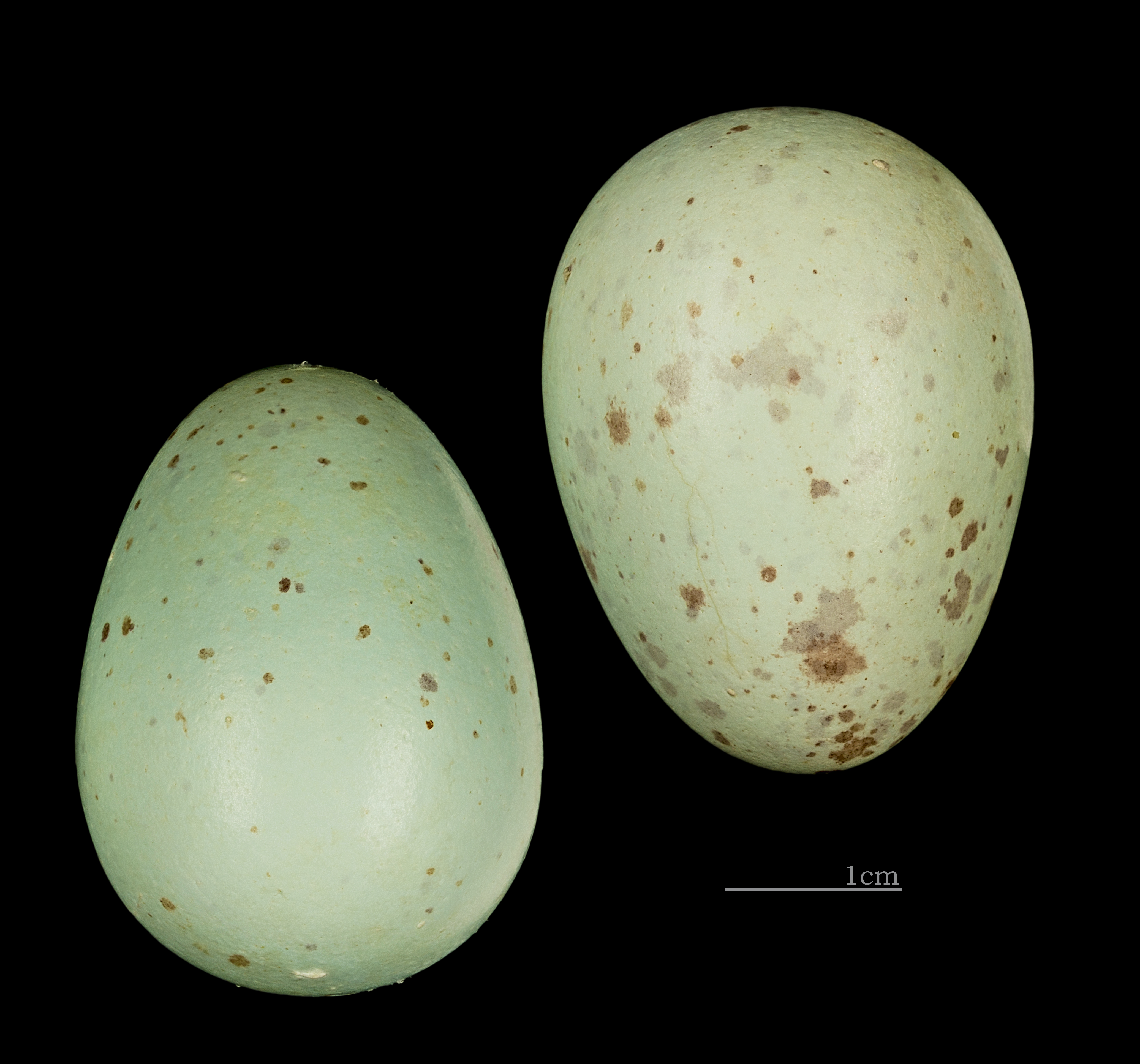
구관조의 알 (Gracula religiosa)

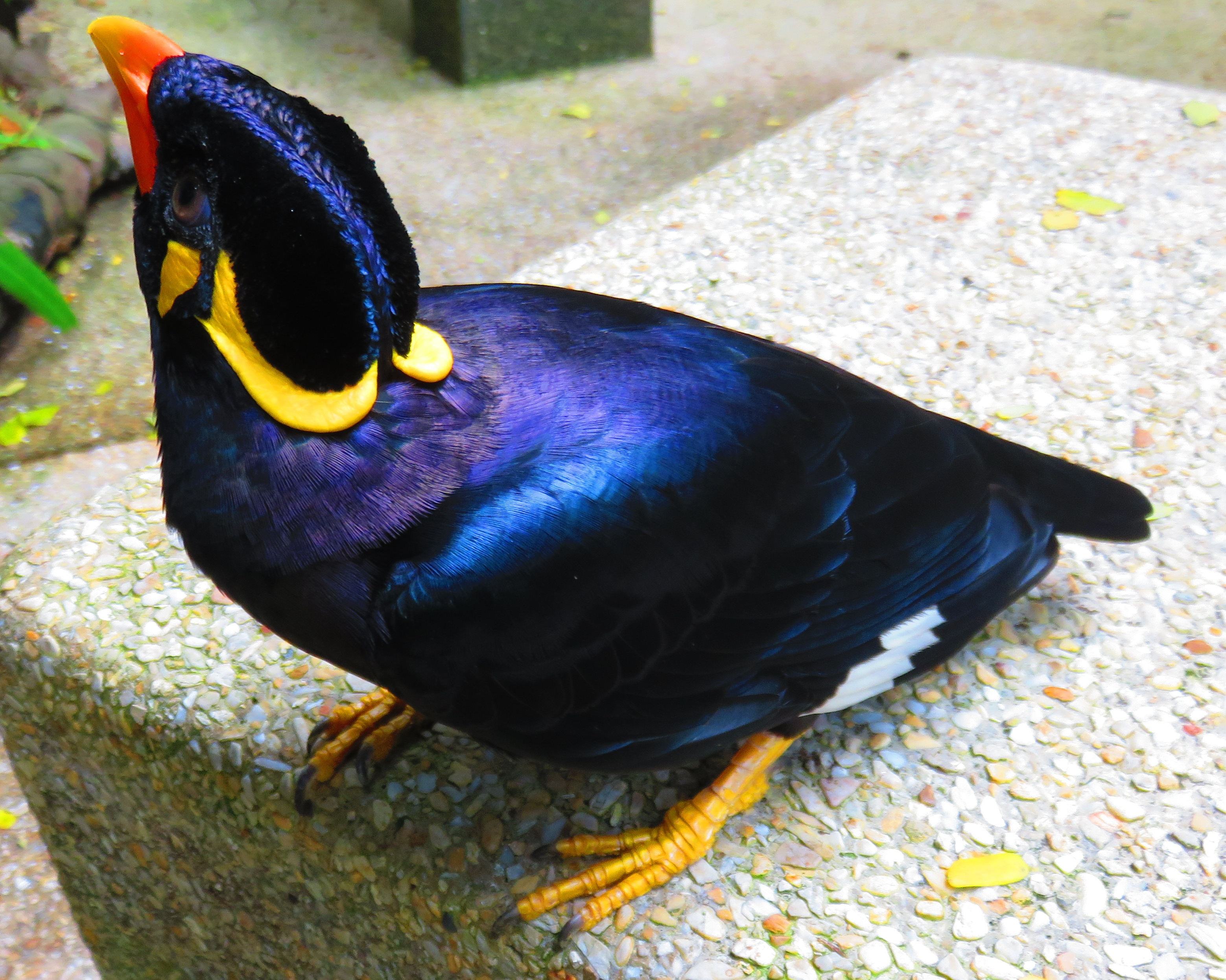
성체가 다 자란 상태를 가진 구관조이며, 싱가포르의 주롱 새공원에서 촬영.

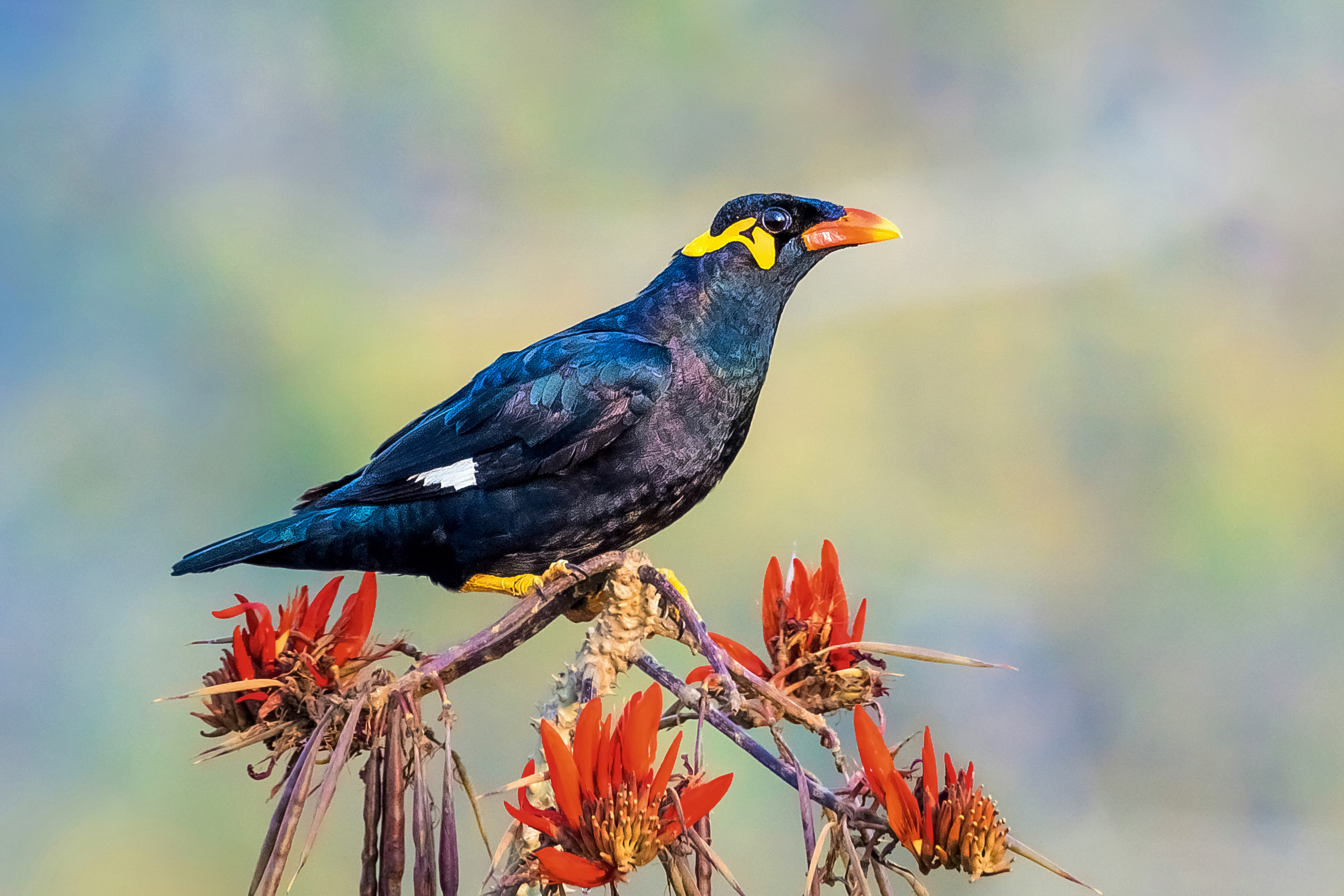
방글라데시 하비간지구의 사차리 국립공원에 서식하고 있는 구관조

구관조(九官鳥, 영어: common hill myna, 학명: Gracula religiosa)는 찌르레기과의 새로, 사람의 말을 잘 흉내낸다. 모양이 비둘기나 까마귀와 비슷하고 날개길이 30cm 가량이며 무게는 400g이다. 몸빛은 검은색에 자주색 광택이 나며 날개깃에 흰 부분이 있다. 눈의 아래부터 목 뒤까지 노란색 볏이 있다. 부리와 다리도 노랗다. 일반적으로 짝을 지어 한 쌍씩 서식하지만 가끔 집단을 이루기도 한다. 야생 상태에서는 보통 크고 날카로운 휘파람 같은 울음소리를 내지만, 다른 종류의 새소리를 잘 모방하며, 심지어 원숭이류의 울음소리와 사람의 말을 흉내내기도 한다. 주로 과일을 먹고 살며 삼림에 서식한다. 3-10월에 두 개의 알을 낳는다. 원산지는 인도·동남아시아·중국이며, 멸종 위기 등급 역시 관심 필요 단계에 해당된다. 그러나 인도에서는 이 새가 위해 우려종으로 지정되어 있고, 호주와 남아공에서는 유해 조수로 관리받는 것으로 전해졌다. 수명은 평균 3년, 최대 8년까지 갈 수 있으며, 드물게도 10년 이상 오래 사는 경우도 있다. 구관조의 주요 먹이로는 과일, 곡식, 곤충, 도마뱀 등이 있다. 그리고 구관조는 CITES에서 보호를 받는 조류 중의 하나로, 일반적으로 애완용으로는 사육할 수 없는 품종 중의 하나이다. 하지만 방글라데시에서는 구관조가 아예 멸종된 상태인 반면, 홍콩과 마카오 그리고 푸에르토리코에는 새롭게 유입된 것으로 보고되어 있다.

## 같이 보기
- 검은머리갈색찌르레기
- 자와구관조
- 앵무새
- 까마귀
- 어치
- 비둘기
- 뻐꾸기
- 까치